# Землетрясение в Гватемале (1976)
Землетрясение в Гватемале 4 февраля 1976 года магнитудой 7,5 произошло в 160 километрах от столицы в 03:01:43 по местному времени. Гипоцентр залегал на глубине 5 километров.
Это было типичное землетрясение, обусловленное движением плит. По Гватемале проходит граница между движущейся на восток Карибской плитой и движущейся на запад Северо-Американской плитой. Отрезок этой границы имеет название разлом Мотагуа, по которому обычно эти две плиты сдвигаются друг относительно друга на два метра за каждые сто лет, и из-за этого здесь происходят сильные землетрясения. Наибольший сдвиг во время землетрясения 1976 года составил 1,3 метра, оно продолжалось примерно полминуты. Особенно сильным разрушениям подверглись селения с глинобитными строениями, впрочем, и в столице страны Гватемале серьёзно пострадали кое-какие современные здания. Оползни исчислялись тысячами.
Землетрясение ощущалось на территории свыше 100 000 км², причем на 32 000 км² интенсивность достигала 6 баллов. В результате погибли 22 870 человек, 76 504 человека получили ранения, многие лишились домов. Некоторые населённые пункты остались без коммуникаций. Свой вклад в ущерб внесли последовавшие афтершоки. Ущерб был отмечен также в Сальвадоре, Гондурасе, на юго-востоке Мексики.

## Галерея

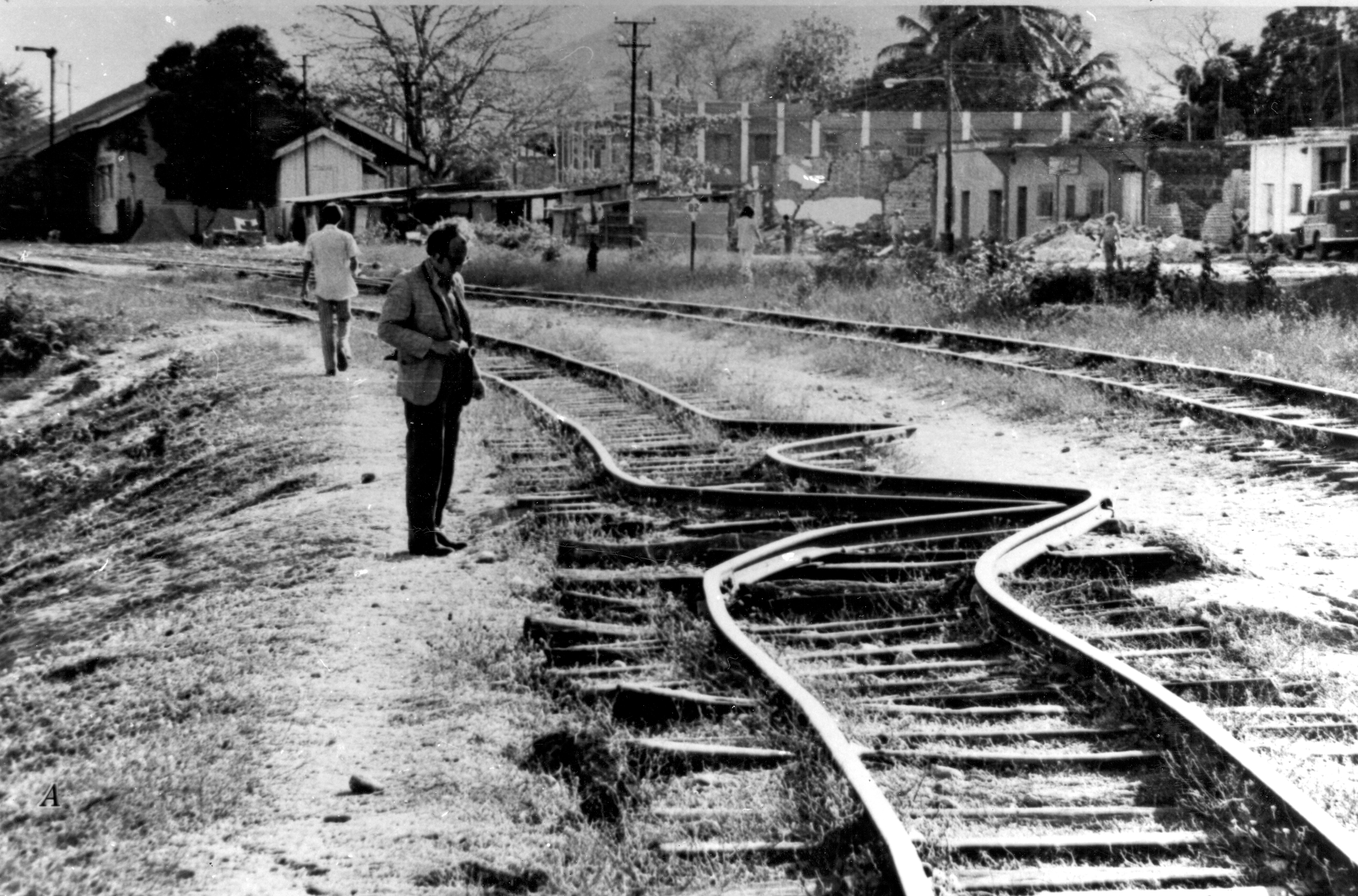
Повреждённые железнодорожные пути в Гуалане
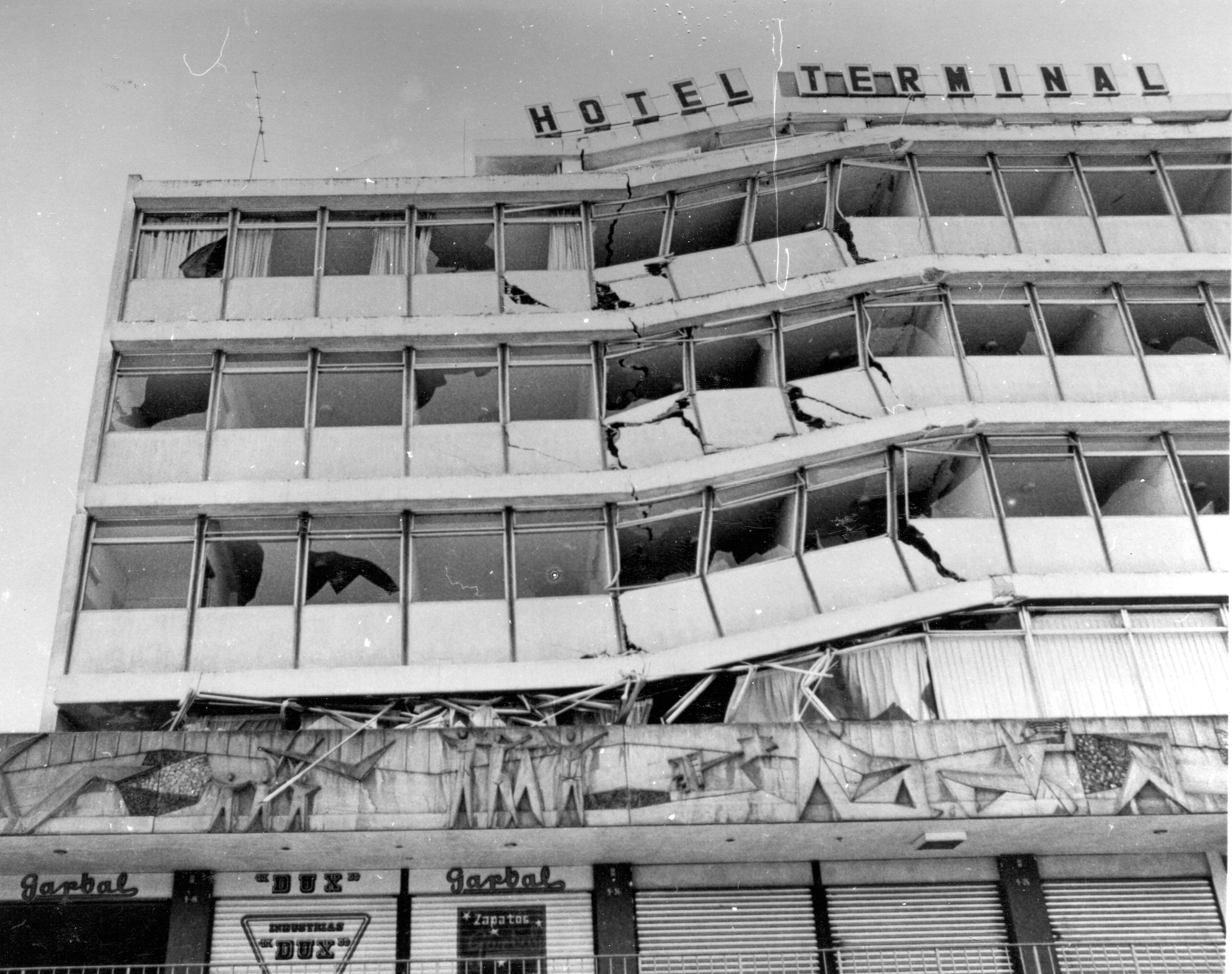
Повреждённое здание отеля
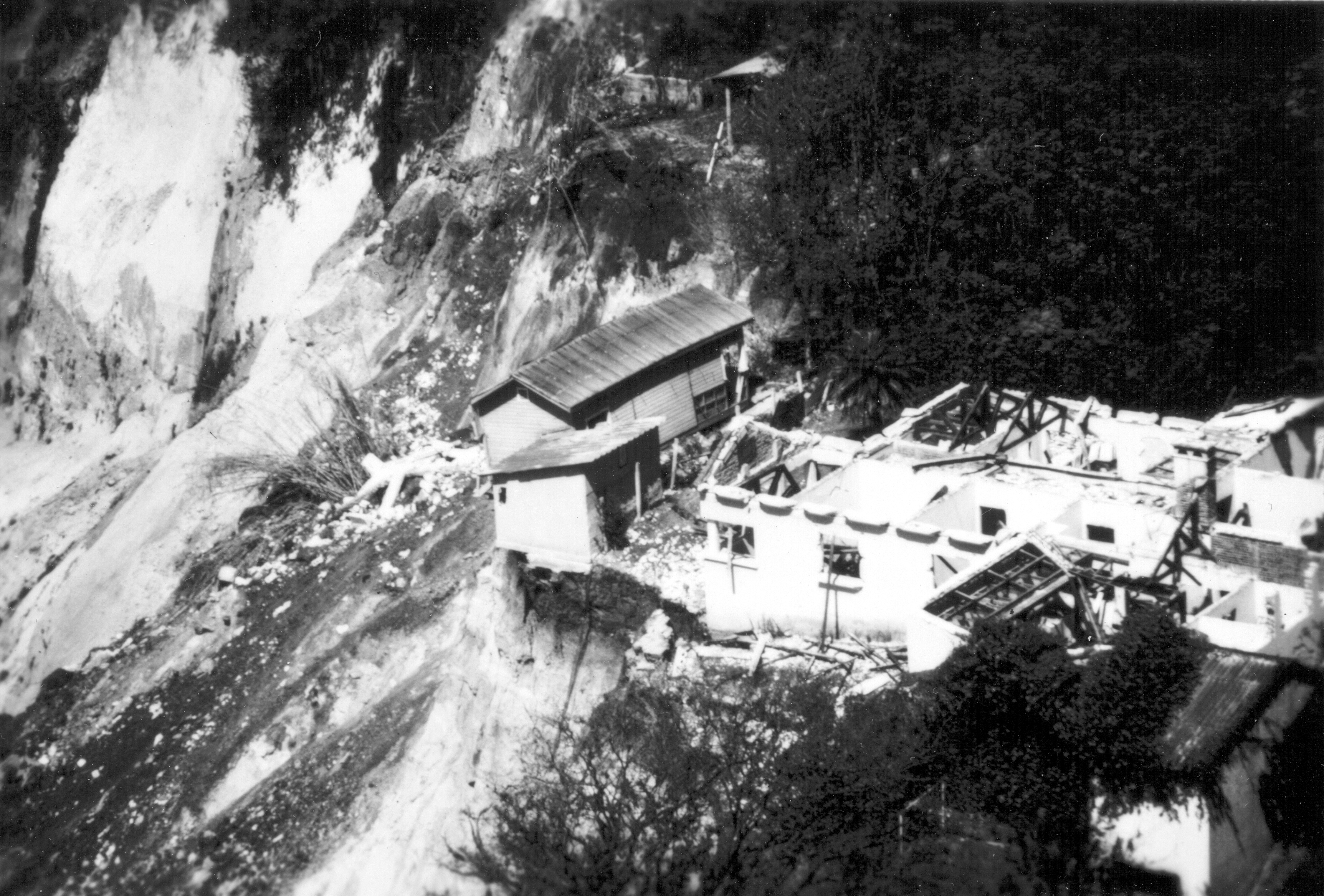
Оползень недалеко от столицы
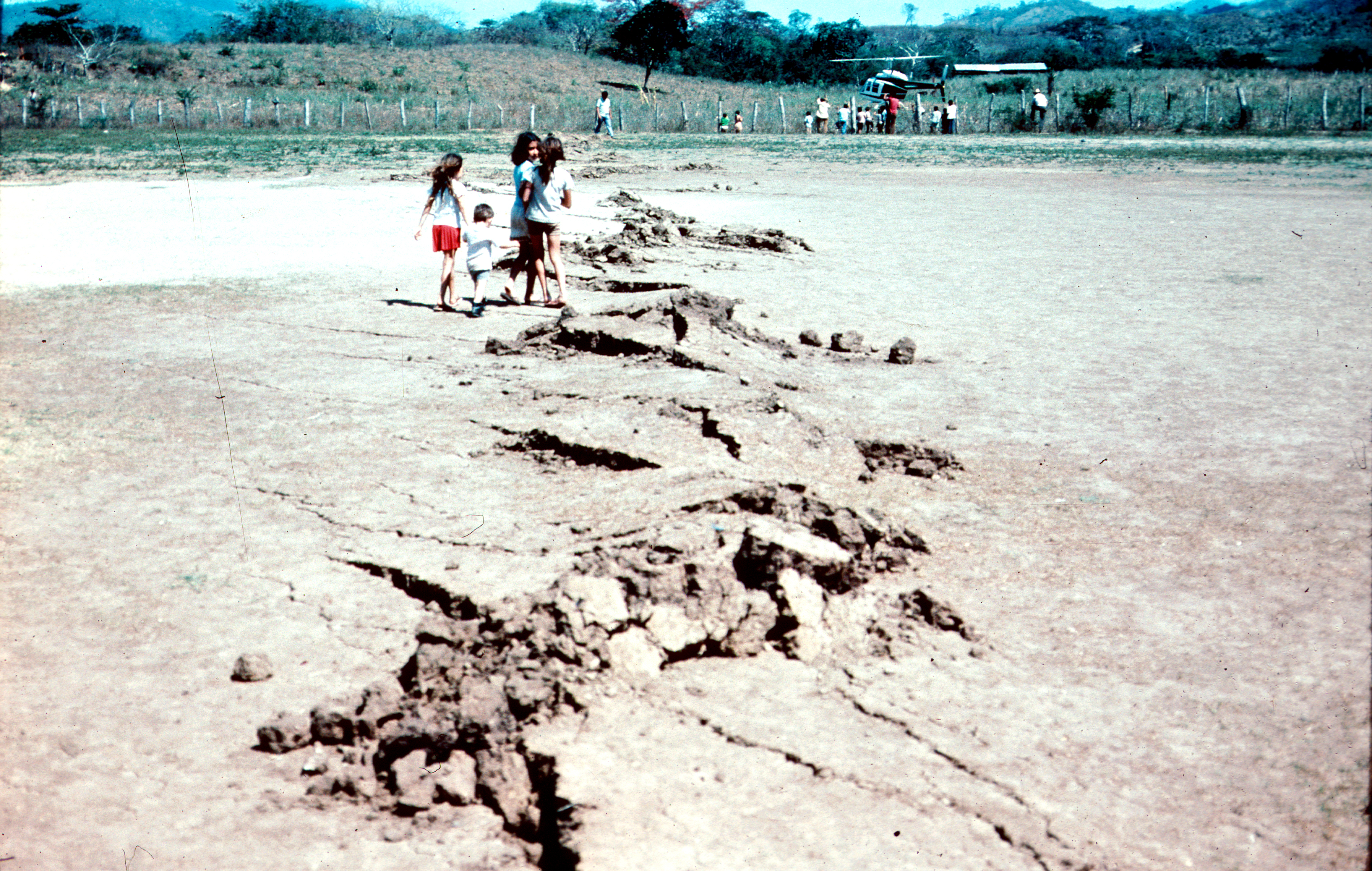
Разлом Мотагуа в Гуалане
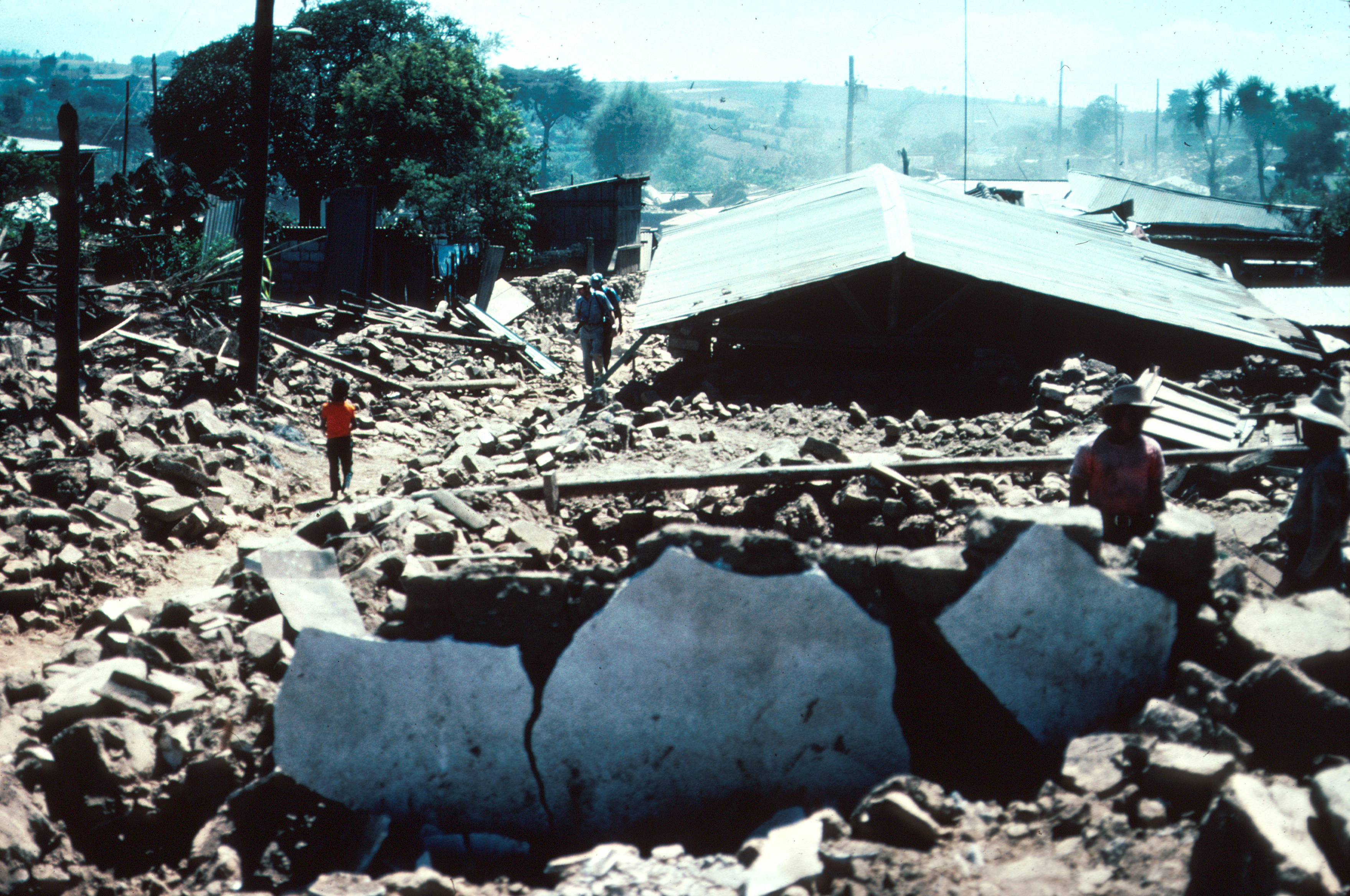
Руины города
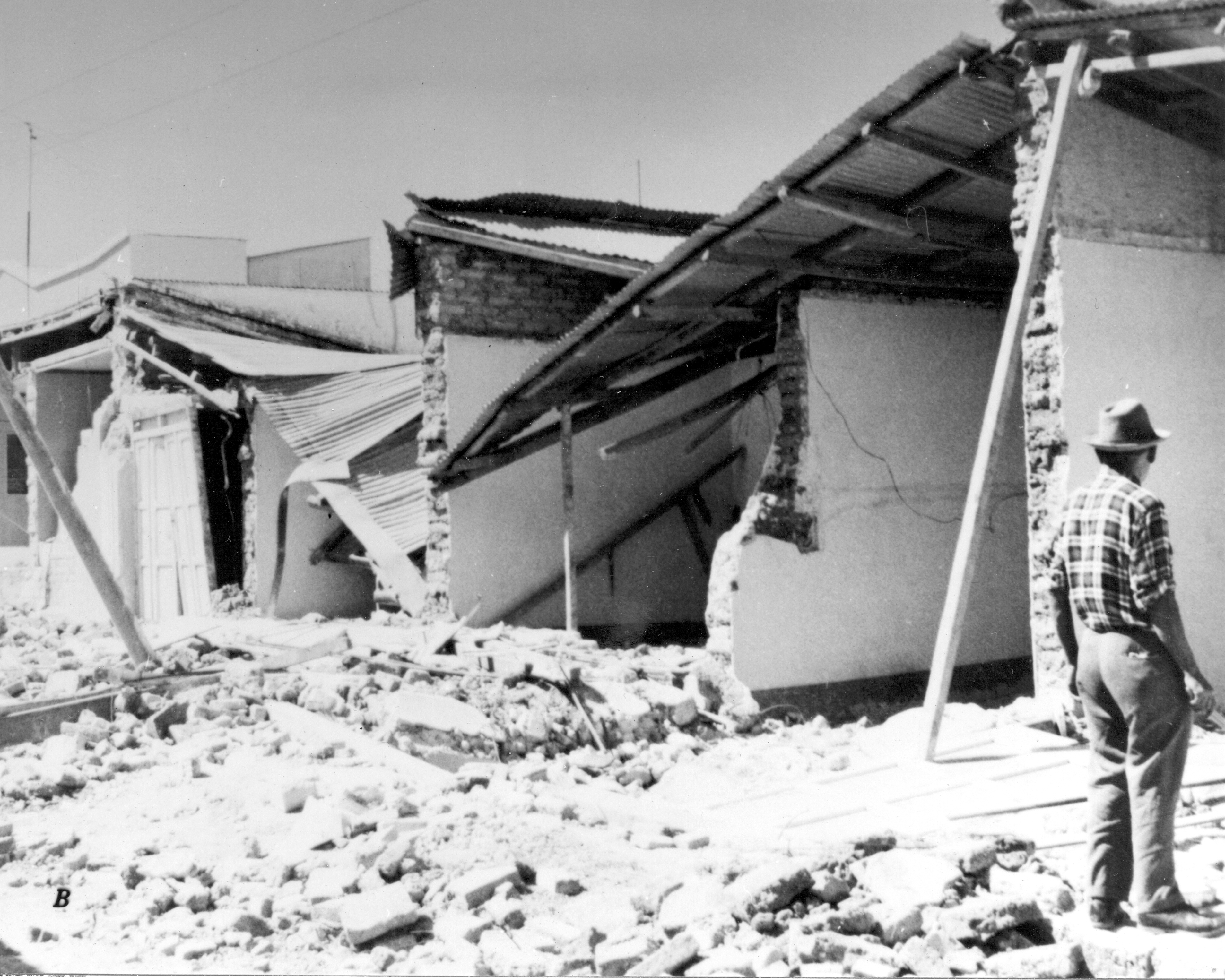
Центр столицы